# Oliver Cheatham
Oliver Cheatham (* 24. Februar 1948 in Detroit, Michigan, USA; † 29. November 2013) war ein amerikanischer Sänger.

## Leben
Cheatham wurde von seiner Mutter in jungen Jahren überredet, musikalisch tätig zu sein. So sang er als Mitglied in mehreren Gruppen, bis man sein Talent bemerkte. Die Plattenfirma MCA Records schloss mit ihm einen Vertrag und kümmerte sich um den Vertrieb seiner Alben.
1983 kam mit dem ersten Album (Saturday Night) und dem Hit Get Down Saturday Night der Erfolg. Dieser Titel stieg in Großbritannien unter die Top 40 der Single-Charts. Auch die verschiedenen Remixe waren gefragt. Dieses Lied wurde mit der Zeit die Referenz für viele Musiker (zum Beispiel Def Bond, Franz Ferdinand oder auch Daft Punk).
2003 kam in Zusammenarbeit mit Room 5 die Neuauflage von Get Down Saturday Night unter dem Namen Make Luv heraus. Dieses Lied erreichte Platz 1 der UK-Charts und hielt sich dort 15 Wochen. Im Jahr 2005 kam eine weitere Neuauflage des alten Liedes in Zusammenarbeit mit DJ Michael Gray auf den Markt. 2007 wurde das Album Saturday Night zum zweiten Male, mit neuen Liedern, zum Verkauf angeboten.
In Deutschland stand Cheatham zuletzt am 27. April 2013 beim Baltic Soul Weekender live auf der Bühne. Er starb am 29. November 2013 an den Folgen eines Herzinfarktes.

## Diskografie

### Alben
| Jahr | Titel          | Höchstplatzierung, Gesamtwochen, AuszeichnungChartplatzierungen (Jahr, Titel, Platzierungen, Wochen, Auszeichnungen, Anmerkungen) | Höchstplatzierung, Gesamtwochen, AuszeichnungChartplatzierungen (Jahr, Titel, Platzierungen, Wochen, Auszeichnungen, Anmerkungen) | Höchstplatzierung, Gesamtwochen, AuszeichnungChartplatzierungen (Jahr, Titel, Platzierungen, Wochen, Auszeichnungen, Anmerkungen) | Höchstplatzierung, Gesamtwochen, AuszeichnungChartplatzierungen (Jahr, Titel, Platzierungen, Wochen, Auszeichnungen, Anmerkungen) | Höchstplatzierung, Gesamtwochen, AuszeichnungChartplatzierungen (Jahr, Titel, Platzierungen, Wochen, Auszeichnungen, Anmerkungen) | Anmerkungen                             |
| Jahr | Titel          | DE | AT | CH | UK | R&B | Anmerkungen                             |
| ---- | -------------- | --- | --- | --- | --- | --- | --------------------------------------- |
| 1983 | Saturday Night | — | — | — | — | R&B52 (7 Wo.)R&B | Produzenten: ADK (Soul Production Trio) |

Weitere Alben
- 1982: The Boss
- 1988: Go for It
- 1990: Get Down Saturday Night
- 1991: Turn On the Hits (mit Jocelyn Brown)
- 1991: Best Of (Kompilation)
- 1995: So Sensational
- 2002: Stand for Love

### Singles und EPs
| Jahr | Titel Album                                                                | Höchstplatzierung, Gesamtwochen, AuszeichnungChartplatzierungen (Jahr, Titel, Album, Platzierungen, Wochen, Auszeichnungen, Anmerkungen) | Höchstplatzierung, Gesamtwochen, AuszeichnungChartplatzierungen (Jahr, Titel, Album, Platzierungen, Wochen, Auszeichnungen, Anmerkungen) | Höchstplatzierung, Gesamtwochen, AuszeichnungChartplatzierungen (Jahr, Titel, Album, Platzierungen, Wochen, Auszeichnungen, Anmerkungen) | Höchstplatzierung, Gesamtwochen, AuszeichnungChartplatzierungen (Jahr, Titel, Album, Platzierungen, Wochen, Auszeichnungen, Anmerkungen) | Höchstplatzierung, Gesamtwochen, AuszeichnungChartplatzierungen (Jahr, Titel, Album, Platzierungen, Wochen, Auszeichnungen, Anmerkungen) | Anmerkungen                                                                   |
| Jahr | Titel Album                                                                | DE | AT | CH | UK | R&B | Anmerkungen                                                                   |
| ---- | -------------------------------------------------------------------------- | --- | --- | --- | --- | --- | ----------------------------------------------------------------------------- |
| 1983 | Get Down Saturday Night Saturday Night                                     | — | — | — | UK38 (5 Wo.)UK | R&B37 (13 Wo.)R&B | Autoren: Kevin McCord, Oliver Cheatham                                        |
| 1983 | Bless the Ladies Saturday Night                                            | — | — | — | UK82 (2 Wo.)UK | — | Autoren: Dave Roberson, Oliver Cheatham                                       |
| 1986 | S. O. S. Go for It                                                         | — | — | — | UK79 (3 Wo.)UK | R&B35 (12 Wo.)R&B | Autoren: Rob Davis, Oliver Cheatham                                           |
| 1987 | Celebrate (Our Love) Go for It                                             | — | — | — | — | R&B87 (5 Wo.)R&B | Autoren: Rob Davis, Oliver Cheatham                                           |
| 1987 | Wish on a Star Go for It                                                   | — | — | — | UK83 (1 Wo.)UK | — | Autoren: Rob Davis, Oliver Cheatham                                           |
| 1987 | Be Thankful for What You’ve Got –                                          | — | — | — | UK99 (1 Wo.)UK | — | Autor und Original: William DeVaughn, 1974                                    |
| 1990 | Get Down Saturday Night (Get Down in the 90’s Mix) Get Down Saturday Night | DE23 (15 Wo.)DE | — | — | — | — | Remix: Matiz / AC 16                                                          |
| 1990 | Turn Out the Lights Absolutely Jocelyn Brown!                              | — | — | — | — | R&B70 (6 Wo.)R&B | mit Jocelyn Brown Autoren: Oliver Cheatham, Peter Yellowstone, Phil Radford   |
| 2003 | Make Luv Music & You                                                       | DE19 (18 Wo.)DE | AT55 (6 Wo.)AT | CH64 (7 Wo.)CH | UK1 Platin · (15 Wo.)UK | — | Room 5 feat. Oliver Cheatham                                                  |
| 2003 | Music & You                                                                | — | — | — | UK38 (2 Wo.)UK | — | Room 5 feat. Oliver Cheatham Komponist: Vito Lucente; Texter: Oliver Cheatham |

Weitere Singles
| - 1982: Everybody Wants to Be the Boss - 1983: Just to Be with You - 1985: Turning Point - 1985: Mama Said* 1988: Go for It - 1990: Spirit of Zambia (mit President Kenneth Kaunda) - 1991: Mindbuster (mit Jocelyn Brown) - 1991: Put a Little Love in Your Heart - 1992: Things to Make U Happy - 1993: A Question of Lust - 1997: Get Down Saturday Night (mit Meega) | - 1997: Put a Little Love in Your Heart (Clubtone feat. Oliver Cheatham) - 1998: Get Down, Saturday Night (V. S. ’98)(V. I. P. feat. Oliver Cheatham) - 1998: Get Down Saturday Night ’99 - 2000: Our Day Will Come (Native Soul feat. Oliver Cheatham) - 2001: So Good so Right (mit Talisman) - 2001: Get Down Saturday Night (Remix) - 2002: Sweet Lady (Def Bond & Fafa Monteco Present Oliver Cheatham) - 2003: Stand for Love (EP) - 2005: Make Luv (Remix) (mit Room 5) - 2012: Don’t Pop the Question (If You Can’t Take the Answer) |